# الاتصالات في توغو
الاتصالات السلكية واللاسلكية في توغو تشملالإذاعة والتلفزيون والهواتف الثابتة والمتنقلة والإنترنت.

## الإذاعة والتلفزيون
محطات الراديو : هي شبكة راديو مملوكة للدولة مع محطات متعددة ؛ وعشرات المحطات الإذاعية الخاصة وقليلاً من محطات الإذاعة المجتمعية ؛ وتتاح عمليات البث لعدة محطات إذاعية دولية (2007).
محطات التلفزيون : تمتلك الدولة محطتي تلفاز مع مواقع بث عديدة؛ وايضا خمس محطات تلفزيونية خاصة تبث محليًا ؛ كما تتوفر خدمة تلفزيون الكابل (2007).
انتشرت وسائل الإعلام الخاصة في توغو، وتعمل مع عشرات الإذاعات التجارية والمجتمعية وقليلاً من محطات التلفزيون الخاصة والإذاعة هي الوسيلة الأكثر شعبية لا سيما في المناطق الريفية وتعتبر محطة تلفزيون توغولاس المملوك للحكومة المحطة الرئيسية 
وتتوفر جميع الخدمات الإذاعية من BBC World Service و Gabon Africa رقم 1 و Radio France Internationale (RFI) .

## هاتف
رمز الاتصال : +228 
بادئة المكالمة الدولية : 00 
الخطوط الرئيسية:
- 225.000 خط قيد الاستخدام، المرتبة 127 في العالم (2012) ؛ [4]
- 213.800 خط قيد الاستخدام، المرتبة 126 في العالم (2010).[1]

الهواتف الخلوية المتنقلة:
- 3.5 مليون خط، المرتبة 124 عالمياً (2012) ؛ [4]
- 2.5 مليون خط، المرتبة 129 عالمياً(2010).[1]

نظام الهاتف: هو نظام عادل يعتمد على شبكة من موجات راديو دقيقة متتابعة تكملها خطوط الأسلاك المفتوحة والنظام الخلوي حيث تجمع الكثافة الهاتفية للخطوط الثابتة والمتنقلة حوالي 50 هاتفًا لكل 100 شخص يستخدام الهاتف الخلوي المتنقل الرائج(2010).
المحطات الأرضية الساتلية : 1 Intelsat ( المحيط الأطلسي ) و 1 Symphonie (القمر الصناعي) (2010).
كابلات الاتصالات : تشمل نظام كابلات غرب إفريقيا وهو عبارة عن كبل بحري يربط بين البلدان الواقعة على طول الساحل الغربي لأفريقيا والبرتغال والمملكة المتحدة ؛  و كبل GLO-1 الذي يربط بين البلدان الواقعة على طول الساحل الغربي لأفريقيا ومنها إلى البرتغال وإسبانيا والمملكة المتحدة .

## إنترنت
نطاق المستوى الأعلى : .tg 
مستخدمو الإنترنت :
- 278,442 مستخدمًا، في المرتبة 144 عالمياً ؛ بنسبة 4.0 ٪ من السكان، وبمرتبة 191 عالمياً (2012) ؛ [7][8]
- 356,300 مستخدم، المرتبة 123 عالمياً (2009).[1]

النطاق العريض الثابت : 5,560 اشتراكًا، يحتل المرتبة 158 عالمياً ؛ بنسبة 0.1 ٪ من السكان، في مرتبة 170 عالمياً (2012).
النطاق العريض اللاسلكي : 47,892 مشتركًا، يحتل المرتبة 125 في العالم ؛ 0.7٪ من السكان، 135 في العالم (2012).
مضيفو الإنترنت :
- 1168 مضيفًا، المركز 170 عالمياً (2012) ؛ [4]
- 1165 مضيفًا، المركز 169 عالمياً (2011).[1]

IPv4 : خُصص 13.312 عنوانًا، أي أقل من 0.05٪ من الإجمالي العالمي، و 1.9 عنوانًا لكل 1000 شخص (2012).

### الرقابة على الإنترنت والمراقبة
لا توجد قيود حكومية معروفة على الوصول إلى الإنترنت أو تقارير تفيد بأن الحكومة تراقب البريد الإلكتروني أو غرف الدردشة عبر الإنترنت دون إشراف قضائي بالرغم من أن الدستور ينص على حرية التعبير والصحافة ، إلا أن الحكومة تقيد هذه الحقوق.
يحظر الدستور والقانون التدخل التعسفي في الخصوصية أو الأسرة أو المنزل أو المراسلات وتحترم الحكومة هذه المحظورات بشكل عام وفي القضايا الجنائية قد يأذن قاض أو مفوض الشرطة بتفتيش المساكن الخاصة ويعتقد المواطنين أن الحكومة تراقب الهواتف والمراسلات مع ان هذه المراقبة ليست مؤكدة.

## روابط خارجية
- CAFE باللغة الفرنسية, C.A.F.E. Informatique et Telecommunications.
- NetMaster.tg باللغة الفرنسية, by NIC.tg.